# Tournoi de clôture du championnat du Paraguay de football 2009
Navigation
Tournoi précédent Tournoi suivant
Le tournoi de clôture de la saison 2009 du Championnat du Paraguay de football est le second tournoi semestriel de la quatre-vingt-dix-neuvième saison du championnat de première division au Paraguay. Les douze clubs participants sont réunis au sein d'une poule unique où ils affrontent leurs adversaires deux fois, à domicile et à l'extérieur. À l’issue du tournoi, un classement cumulé des trois dernières années permet de déterminer le club relégué et celui devant disputer le barrage de promotion-relégation.
C'est le Club Nacional qui remporte le tournoi après avoir terminé en tête du classement final, avec un seul point d'avance sur Club Libertad et trois sur Club Guaraní. C'est le septième titre de champion du Paraguay de l'histoire du club.

## Qualifications continentales
Le vainqueur du tournoi Clôture est qualifié pour la Copa Libertadores 2010. De plus, un classement cumulé des deux tournois de la saison permet d’attribuer la troisième place en Copa Libertadores et les trois clubs qualifiés pour la Copa Sudamericana 2010.

## Les clubs participants
| - Club Libertad - Club Nacional - Cerro Porteño - Club Guaraní - Club 2 de Mayo - Club Sol de América | - Club Atlético 3 de Febrero - Club Olimpia - Club Sportivo Luqueño - Tacuary FC - 12 de Octubre FC - Club Rubio Ñu |

## Compétition
Le barème utilisé pour établir le classement est le suivant :
- Victoire : 3 points
- Match nul : 1 point
- Défaite : 0 point

### Classement
| Rang | Équipe                     | Pts | J  | G  | N | P  | Bp | Bc | Diff |
| ---- | -------------------------- | --- | -- | -- | - | -- | -- | -- | ---- |
| 1    | Club Nacional              | 41  | 22 | 12 | 5 | 5  | 29 | 16 | +13  |
| 2    | Club Libertad              | 40  | 22 | 12 | 4 | 6  | 31 | 20 | +11  |
| 3    | Club Guaraní               | 38  | 22 | 11 | 5 | 6  | 30 | 21 | +9   |
| 4    | Club Rubio Ñu              | 37  | 22 | 10 | 7 | 5  | 29 | 22 | +7   |
| 5    | Cerro PorteñoT             | 35  | 22 | 11 | 2 | 9  | 32 | 22 | +10  |
| 6    | Club Olimpia               | 35  | 22 | 9  | 8 | 5  | 28 | 25 | +3   |
| 7    | Tacuary FC                 | 32  | 22 | 9  | 5 | 8  | 25 | 31 | -6   |
| 8    | Club Atlético 3 de Febrero | 26  | 22 | 7  | 5 | 10 | 24 | 35 | -11  |
| 9    | Club Sol de América        | 25  | 22 | 7  | 4 | 11 | 25 | 30 | -5   |
| 10   | Club 2 de Mayo             | 22  | 22 | 6  | 4 | 12 | 25 | 27 | -2   |
| 11   | Club Sportivo Luqueño      | 20  | 22 | 5  | 5 | 12 | 19 | 32 | -13  |
| 12   | 12 de Octubre FC           | 17  | 22 | 5  | 2 | 15 | 17 | 33 | -16  |

|  | Qualification pour la Copa Libertadores 2010 |
|  | T : Tenant du titre                          |

### Classements cumulés
| Rang | Équipe                     | Pts | J  | G  | N  | P  | Bp | Bc | Diff |
| ---- | -------------------------- | --- | -- | -- | -- | -- | -- | -- | ---- |
| 1    | Club Libertad              | 82  | 44 | 24 | 10 | 10 | 77 | 39 | +38  |
| 2    | Cerro PorteñoOuv           | 81  | 44 | 23 | 12 | 9  | 52 | 36 | +16  |
| 3    | Club NacionalClo           | 77  | 44 | 21 | 14 | 9  | 66 | 39 | +27  |
| 4    | Club Olimpia               | 70  | 44 | 20 | 10 | 14 | 63 | 50 | +13  |
| 5    | Club Guaraní               | 67  | 44 | 18 | 13 | 13 | 51 | 38 | +13  |
| 6    | Tacuary FC                 | 64  | 44 | 18 | 10 | 16 | 52 | 60 | -8   |
| 7    | Club Rubio Ñu              | 63  | 44 | 19 | 8  | 17 | 59 | 56 | +3   |
| 8    | Club Sportivo Luqueño      | 51  | 44 | 13 | 12 | 19 | 45 | 56 | -11  |
| 9    | Club Sol de América        | 50  | 44 | 13 | 11 | 20 | 46 | 60 | -14  |
| 10   | Club Atlético 3 de Febrero | 43  | 44 | 12 | 7  | 25 | 45 | 82 | -37  |
| 11   | 12 de Octubre FC           | 41  | 44 | 11 | 8  | 25 | 36 | 63 | -27  |
| 12   | Club 2 de Mayo             | 40  | 44 | 10 | 10 | 24 | 48 | 61 | -13  |

| Rang | Équipe                     | Pts   | J   | G | N | P | Bp | Bc | Diff |
| ---- | -------------------------- | ----- | --- | - | - | - | -- | -- | ---- |
| 1    | Club Libertad              | 2,106 | 132 |   |   |   |    |    |      |
| 2    | Cerro Porteño              | 1,878 | 132 |   |   |   |    |    |      |
| 3    | Club Nacional              | 1,621 | 132 |   |   |   |    |    |      |
| 4    | Club Olimpia               | 1,515 | 132 |   |   |   |    |    |      |
| 5    | Club Rubio Ñu              | 1,431 | 44  |   |   |   |    |    |      |
| 6    | Club Guaraní               | 1,416 | 132 |   |   |   |    |    |      |
| 7    | Club Sol de América        | 1,287 | 132 |   |   |   |    |    |      |
| 8    | Tacuary FC                 | 1,28  | 132 |   |   |   |    |    |      |
| 9    | Club Sportivo Luqueño      | 1,257 | 132 |   |   |   |    |    |      |
| 10   | Club Atlético 3 de Febrero | 1,083 | 132 |   |   |   |    |    |      |
| 11   | 12 de Octubre FC           | 1,053 | 132 |   |   |   |    |    |      |
| 12   | Club 2 de Mayo             | 0,962 | 132 |   |   |   |    |    |      |

#### Barrage de promotion-relégation
| Équipe 1         | Résultat      | Équipe 2                 | Aller | Retour |
| ---------------- | ------------- | ------------------------ | ----- | ------ |
| 12 de Octubre FC | 3 - 3 0-3 tab | (D2) Club Sport Colombia | 1 - 1 | 2 - 2  |

- Club Sport Colombia prend la place du 12 de Octubre FC parmi l’élite.

## Bilan de la saison
| Championnat du Paraguay de football 2009 |                          |
| Champion                                 | Club Nacional (7e titre) |
| Qualifications continentales             |                          |
| Copa Libertadores 2010                   | Cerro Porteño            |
| Copa Libertadores 2010                   | Club Libertad            |
| Copa Libertadores 2010                   | Club Nacional            |
| Copa Sudamericana 2010                   | Cerro Porteño            |
| Copa Sudamericana 2010                   | Club Olimpia             |
| Copa Sudamericana 2010                   | Club Guaraní             |
| Promotions et relégations                |                          |
| Promus en Primera División               | Club Sport Colombia      |
| Promus en Primera División               | Club Sportivo Trinidense |
| Relégués en División Intermedia          | Club 2 de Mayo           |
| Relégués en División Intermedia          | 12 de Octubre FC         |